# Maison des libertés
La Maison des libertés (en italien, la Casa delle libertà, abrégé en CdL) est une alliance électorale italienne, dirigée par Silvio Berlusconi, qui réunit des partis et mouvements politiques de centre droit de 2000 à 2007.

## Historique
La Maison des libertés prend la succession du Pôle pour les libertés (Polo per le Libertà), créé en 1994.
Elle comprend :
- Forza Italia, mouvement politique fondé par Silvio Berlusconi en 1994 (lors de sa descente) ;
- l'Alliance nationale, un ancien parti politique de droite ayant fait un virage centriste ;
- la Ligue du Nord, un parti basé au Nord, défendant les intérêts de la Padanie ;
- l'Union des démocrates chrétiens et du centre (ex-CCD, CDU et DE), des démocrate-chrétiens de droite ;
- le Nouveau PSI, créé sous l'impulsion d'anciens membres du défunt Parti socialiste italien ;
- la Démocratie chrétienne pour les autonomies ;
- le Parti républicain italien, des républicains laïques qui lors d'un congrès annulé par la Justice italienne ont décidé de soutenir la CdL ;
- le Parti libéral italien, reconstitution du mouvement fondé à la libération par Benedetto Croce ;
- Mezzogiorno europeo (« Midi européen »), un mouvement politico-culturel, adhérent à Europa Mediterranea, qui défend une politique qui affirme la primauté de la mer Méditerranée en Europe afin que soit reconnu un rôle politique et un modèle économique compatible avec l'histoire et la tradition de cette mer. Ce mouvement est représenté au Parlement par le sénateur Salvatore Lauro et par les députés Sergio Iannuccilli, Antonio Oricchio et Paolo Russo.

La plupart de ces partis sont représentés au sein du gouvernement Berlusconi III.
Cette alliance, sous le nom de Pôle des libertés (Polo delle libertà), gagne les élections de 1994 (juste après la descente de son leader) mais le gouvernement Berlusconi I ne dure qu'assez peu de temps (8 mois) lorsque la Ligue du Nord s'en sépare et rejoint l'opposition. Elle est défaite lors des élections de 1996.
En ménageant la Ligue du Nord, Silvio Berlusconi finit par gagner les élections suivantes, en 2001. Elle a cherché à contourner les règles de la proportionnelle du système électoral italien mixte en présentant plusieurs de ces candidats dans les circonscriptions sous une liste factice baptisée « Abolizione Scorporo », un nom qui marquait clairement son opposition aux règles du mode de scrutin. Elle réussit partiellement en ne faisant pas pourvoir tous les 630 sièges de députés (seuls 619 ont été pourvus in fine en raison de candidatures multiples), mais obtint une nette majorité dans les deux chambres du Parlement.
La Maison des libertés a nettement perdu toutes les élections partielles ou régionales depuis 2003, en perdant notamment les 3 et 4 avril 2005, six régions italiennes qu'elle gouvernait (elle ne gouverne plus que trois régions principales, la Lombardie, la Vénétie et la Sicile en plus du petit Molise remporté en 2001, lors d'une élection rejouée). Elle a perdu (de justesse, moins de 25 000 voix), les élections législatives des 9 et 10 avril 2006, notamment en raison du vote des Italiens à l'étranger et du changement de la loi électorale, décidé par ladite coalition juste avant ces élections.
Silvio Berlusconi annonce, le 18 novembre 2007, son intention de transformer cette coalition, de plus en plus critiquée, en une nouvelle formation politique. « Le Peuple de la liberté » est officiellement lancé le 28 février 2008.